# Megaselia paraprocta
Megaselia paraprocta är en tvåvingeart som beskrevs av Borgmeier 1964. Megaselia paraprocta ingår i släktet Megaselia och familjen puckelflugor.
Artens utbredningsområde är New York. Inga underarter finns listade i Catalogue of Life.